# Tsaytis River
Tsaytis River är ett vattendrag i Kanada.   Det ligger i Regional District of Kitimat-Stikine och provinsen British Columbia, i den sydvästra delen av landet, 3 800 km väster om huvudstaden Ottawa.
I omgivningarna runt Tsaytis River växer i huvudsak barrskog. Trakten runt Tsaytis River är nära nog obefolkad, med mindre än två invånare per kvadratkilometer.